# فرد ساندز
فرد ساندز (بالإنجليزية: Fred Sands)‏ هو شخصية أعمال أمريكي، ولد في 16 فبراير 1938 في نيويورك في الولايات المتحدة، وتوفي في 23 أكتوبر 2015 في بوسطن في الولايات المتحدة.